# Señor Macho Solo
"Señor Macho Solo" é o sétimo episódio da terceira temporada da série de televisão de comédia de situação norte-americana 30 Rock, e o 43.° da série em geral. O seu argumento foi escrito pelo co-produtor executivo Ron Weiner e foi realizado por Beth McCarthy-Miller. A sua transmissão nos Estados Unidos ocorreu na noite de 8 de Janeiro de 2009 através da rede de televisão National Broadcasting Company (NBC). Dentre as estrelas convidadas para o episódio, estão inclusas Sherri Shepherd, Peter Dinklage, e Salma Hayek. O apresentador de rádio Billy Bush e a personalidade televisiva Nancy O'Dell também participaram desempenhando versões fictícia de si mesmo, enquanto a actriz Elaine Stritch fez uma gravação vocal.
No episódio, a argumentista Liz Lemon (interpretada por Tina Fey) começa a namorar Stewart LaGrange (Dinklage), um homem anão, para evitar ser apanhada em uma situação embaraçosa. Enquanto isso, Jack Donaghy (Alec Baldwin) tenta ajudar o casal Tracy (Tracy Morgan) e Angie Jordan (Shepherd) a conseguir um acordo pós-nupcial. Não obstante, por sua vez, Jack desenvolve uma paixoneta por Elisa Padriera (Hayek), a enfermeira da sua mãe. Ao mesmo tempo, e Jenna Maroney (Jane Krakowski) tenta conseguir o papel principal em um filme biográfico sobre Janis Joplin.
Em geral, embora não universalmente, "Señor Macho Solo" foi recebido com opiniões positivas pelos críticos especialistas em televisão do horário nobre, chegando a ser considerado o "melhor episódio da temporada" por dois periódicos. O desempenho de Tracy Morgan, Dinklage e Shepherd, assim como o desenrolar da trama de Jane Krakowski, foram aclamados pelos analistas de televisão, porém, o enquadramento de Hayek na temporada foi questionado pelos mesmos. De acordo com as estatísticas publicadas pelo serviço de mediação de audiências da Nielsen Media Research, o episódio foi assistido em uma média de 5,40 milhões de domicílios norte-americanos durante sua transmissão original e recebeu a classificação de 2,4 e cinco de share no perfil demográfico dos telespectadores na faixa dos dezoito aos 49 anos.

## Produção
"Señor Macho Solo" é o sétimo episódio da terceira temporada de 30 Rock. O seu guião foi escrito por Ron Weiner, co-produtor executivo da temporada. Esta foi a segunda vez que Weiner escreveu um enredo para a série, após "Secrets and Lies" da segunda temporada. A realização do episódio ficou sob a responsabilidade de Beth McCarthy-Miller, sua quinta vez a receber um crédito pela direcção artística de um episódio do seriado.

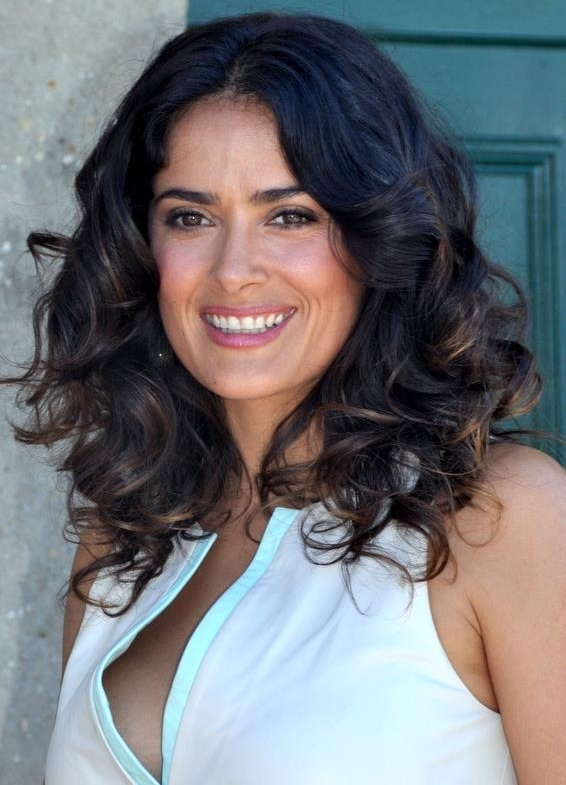
"Señor Macho Solo" marcou a estreia de Salma Hayek em 30 Rock. A recepção crítica para com a sua personagem foi mista.

McCarthy-Miller já integrou a equipa do Saturday Night Live (SNL), um programa de televisão humorístico norte-americano transmitido pela NBC no qual Tina Fey — criadora, produtora executiva, argumentista-chefe e actriz principal em 30 Rock — foi argumentista-chefe entre 1999 e 2006. Vários membros do elenco do SNL já fizeram uma participação em 30 Rock. Eles são: Will Ferrell, Jimmy Fallon, Amy Poehler, Julia Louis-Dreyfus, Bill Hader, Jason Sudeikis, Tim Meadows, Molly Shannon, Siobhan Fallon Hogan, Gilbert Gottfried, Chris Parnell, Bobby Moynihan, Rachel Dratch, Will Forte, Jan Hooks, Horatio Sanz, e Rob Riggle. Ambos Fey e Tracy Morgan fizeram parte do elenco principal do SNL, com Fey sendo ainda a apresentadora do segmento Weekend Update. Outros membros da equipa de 30 Rock que trabalharam em SNL são John Lutz, argumentista emntre 2003 a 2010, e Steve Higgins, argumentista e produtor do SNL desde 1995. O actor Alec Baldwin apresentou o SNL por dezassete vezes, o maior número de episódios por qualquer personalidade.
Salma Hayek foi anunciada como uma entrela convidada na terceira temporada de 30 Rock em meados de Outubro de 2008. "Sou fã do talento de Tina [Fey], tanto como actriz quanto como guionista, desde que trabalhei com ela anos atrás no SNL. Estou muito animada por fazer parte de um seriado tão inteligente e engraçado, além de trabalhar com o brilhante Alec Baldwin e o resto do elenco de 30 Rock," expressou Hayek acerca da sua adição ao elenco. "Señor Macho Solo" marcou a primeira de seis aparições da actriz na série como Elisa Padriera, enfermeira da mãe de Jack Donaghy e interesse amoroso de Jack. A sua estadia viria a se estender até "The Ones," transmitido a 23 de Abril de 2009. Embora não tenha participado fisicamente em "Señor Macho Solo", Elaine Stritch, intérprete da mãe de Jack, fez uma gravação vocal para a sua personagem Colleen Donaghy.

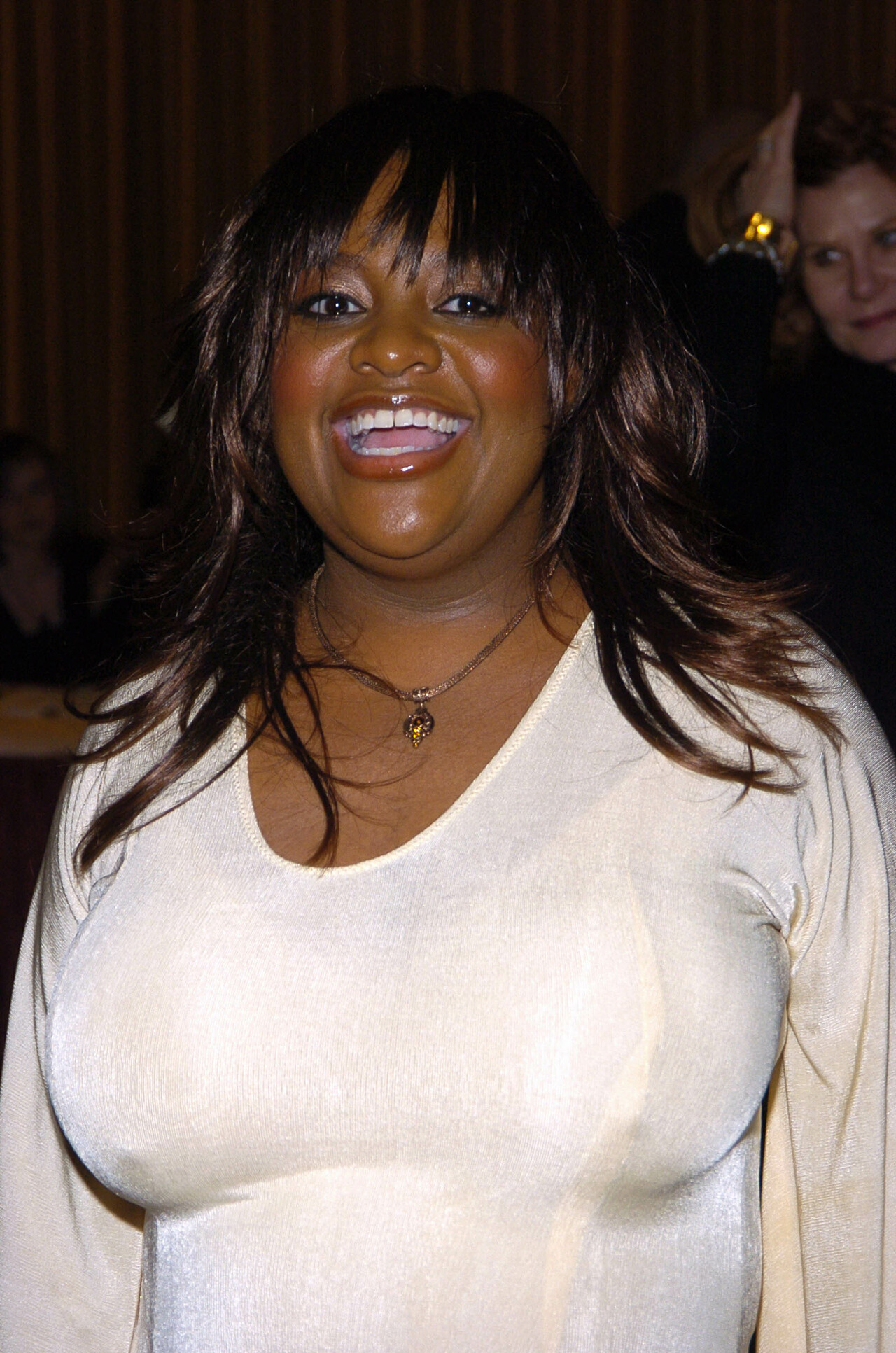
Este episódio viu o retorno de Sherri Shepherd a 30 Rock.

O actor Peter Dinklage também participou do episódio interpretando Stewart LaGrange, um membro da Organização das Nações Unidas (ONU) que namora brevemente com Liz. Em uma entrevista ao telefone com o portal Access Hollywood no final de Março de 2008, Fey revelou que a sua parte menos favorita de 30 Rock são os romances que são constantemente sugeridos para a sua personagem pela sua equipa de argumentistas. Porém, a actriz expressou vontade de fazer par romântico com Dinklage que, de acordo com ela, é um "homem espectacular." Fey e Dinklage gravaram uma das suas primeiras cenas para este episódio a 6 de Outubro de 2008, na entrada do Prédio GE na Cidade de Nova Iorque. Em "Señor Macho Solo," a actriz e comediante Sherri Shepherd fez a sua quarta aparição como Angie Jordan, esposa do astro Tracy Jordan. Esta foi também a sua primeira na terceira temporada. As suas participações anteriores foram em "Up All Night" na primeira temporada, e "Jack Gets in the Game" e "The Collection" na segunda. Embora os seus nomes tenham sido listados durante a sequência de créditos finais, os actores Scott Adsit, Katrina Bowden, e Keith Powell — respectivos intérpretes das personagens Pete Hornberger, Cerie Xerox, e James "Toofer" Spurlock — não participaram de "Señor Macho Solo."
Nancy O'Dell e Billy Bush, ambos apresentadores do programa de notícias de entretenimento Access Hollywood, também participaram de "Señor Macho Solo" desempenhando versõs fictícias de si mesmos, na cena na qual relatam no mesmo programa que a actriz Julia Roberts e o realizador Martin Scorsese também estavam a desenvolver um enredo para um filme biográfico sobre a cantora Janis Joplin. Esta subtrama em "Señor Macho Solo" é uma alusão ao fato de que naquele momento, dois filmes sobre Joplin realmente entraram em produção em Hollywood ao mesmo tempo; um intitulado Pieces of Me, que supostamente seria estrelado por Renée Zellweger, e um outro intitulado The Gospel According to Janis Joplin, que supostamente seria realizado por Penelope Spheeris e, alegadamente, estrelado pela cantora Pink ou pela actriz Zooey Deschanel. Porém, nenhum dos filmes realmente chegou a ser produzido. Ainda neste episódio, a personagem Jenna Maroney interpretou "Chunk of My Lung" (1967), uma canção composta por Jerry Ragovoy e Bert Berns que ganhou popularidade ao ser gravada por Joplin em 1968. Não obstante, O'Dell voltaria a participar em 30 Rock mais tarde nesta temporada no episódio "The Funcooker," enquanto Bush apenas retornaria ao seriado na sua sexta temporada, no episódio "Hey, Baby, What's Wrong."
O actor e comediante Judah Friedlander, intérprete da personagem Frank Rossitano em 30 Rock, é conhecido pelos seus bonés de camioneiro de marca registada que usa dentro e fora da personagem Frank. Os chapéus normalmente apresentam palavras ou frases curtas estampadas neles. Friedlander afirmou que ele próprio é quem faz os acessórios. Revelou também que "alguns deles são brincadeiras íntimas, e alguns são simplesmente piadas." A ideia veio do persona de Friedlander nas suas apresentações de comédia stand-up, nas quais os objectos de adorno estão todos estampados com a escrita "campeão mundial" em línguas e aparências diferentes. Em "Señor Macho Solo," Frank usa um boné que lê "Night Chicks."

## Enredo
Liz Lemon (Tina Fey) continua com o desejo de ter um bebé, mas o seu processo de adoção revela-se muito moroso. Ela começa a agir como "doida por bebés" quando fica perto de crianças pequenas. Na entrada do Prédio GE, Liz dá um tapa na cabeça de um menino parado à sua frente, mas rapidamente descobre que não se trata de uma criança, mas sim de um homem anão chamado Stewart LaGrange (Peter Dinklage), um Comissário das Nações Unidas para Temperatura da Água e Mancha de Alimentos. Para encobrir, Liz mente para Stewart dizendo que acariciou a sua cabeça para atrair a sua atenção, o que ele aceita e os dois concordam em ir a um encontro. No encontro, Liz tenta impedir Stewart de aproximar-se de fogo, levando ele a questionar-lhe se ela pensou que ele era uma criança quando se conheceram, e ela admite que isso é verdade, desagradando-o. No dia seguinte, ela liga para ele para se desculpar e pedir uma segunda chance. Os dois encontram-se na Ponte do Brooklyn, na qual Liz mais uma vez confunde um menino com Stewart, levando eke a perceber que esse relacionamento jamais irá resultar.
Ao mesmo tempo, Jack Donaghy (Alec Baldwin) contrata a enfermeira Elisa Padriera (Salma Hayek) para cuidar da sua mãe Colleen (Elaine Stritch). Enquanto isso, Jack ajuda Tracy Jordan (Tracy Morgan) a administrar o seu dinheiro, como os seus gastos financeiros ficaram fora de controle. Jack recomenda um acordo "pós-nupcial" para Tracy e a sua esposa Angie (Sherri Shepherd), pois Tracy teme que Angie possa deixá-lo se ela tiver dinheiro suficiente para se sustentar. Angie concorda em assinar o acordo, mas promete jamais abandonar o seu esposo, o que comove Tracy e ao ponto de desistir do acordo. Mais tarde, Jack sente um caroço em um de seus testículos e, acreditando ter cancro do testículo, começa a ver a vida de forma diferente. Ele admite a Liz que se apaixonou por Elisa depois deles passaram alguns momentos juntos. Quando recebe os resultados negativos dos exames, fica com dúvidas sobre Elisa mas, no final, volta para casa dela, onde eles se beijam.
Finalmente, Jenna Maroney (Jane Krakowski) descobre que a Sheinhardt Universal, proprietária fictícia da General Electric, está a produzir um filme biográfico sobre a cantora Janis Joplin, e ela decide fazer uma audição para o papel principal. Como forma de conseguir o papel, ela entra no escritório de Jack caracterizada como Joplin, conseguindo convencê-lo a lhe escalar. Para sua consternação, no entanto, Jenna descobre que a actriz Julia Roberts e o realizador Martin Scorsese também estão com planos de produzir um filme sobre Joplin e ainda que a Sheinhardt Universal ainda não garantiu os direitos de música e imagem da artista. De modo a se asfastarem de problemas legais, Jenna é apresentada como Janet Jopler no TGS with Tracy Jordan e canta uma versão com letras reformuladas da música "Piece of My Heart," reintitulada para "Chunk of My Lung," enquanto segura uma garrafa de Jack Daniel's na mão, um traço da vida real da falecida cantora.